# Kompressionsthese
Nach der Kompressionsthese nimmt die Morbidität bei steigender Lebenserwartung ab. Die Zeitspanne zwischen dem Alter beim erstmaligen Ausbruch chronisch-irreversibler Erkrankung und dem späteren Sterbezeitpunkt wird kleiner. Primärprävention begründet das Hinauszögern des Ausbruchs chronischer Morbidität und damit die Kompression. Die zunehmenden medizinischen Möglichkeiten werden jedoch ausgeklammert, und deshalb steigen in allen Ländern unabhängig vom Versicherungssystems ohne Kostendämpfungsmaßnahmen die Ausgaben für die Gesundheit stärker als die wirtschaftliche Leistungsfähigkeit (gemessen am Bruttoinlandsprodukt).
So geht die Medikalisierungsthese demgegenüber davon aus, dass die Gesamtmorbidität zunimmt. Es gelingt der kurativen Medizin immer besser, die mit chronischen Krankheiten einhergehenden Komplikationen in den Griff zu bekommen, also Leben zu verlängern, ohne jedoch das Voranschreiten der eigentlichen Krankheit anhalten zu können. Damit expandiert die Morbiditätsdauer.
Die Kompressionsthese bildet somit den Gegenpol zur Medikalisierungsthese. Auch hier bildet die Problematik demographischer Alterung den Ausgangspunkt, der von den zunehmenden medizinischen Möglichkeiten an Bedeutung übertroffen wird.
Im Gegensatz zur Medikalisierungsthese geht man in Hinblick auf die Entwicklung der Kosten für Gesundheitsleistungen davon aus, dass Menschen mit zunehmendem Alter nicht kontinuierlich kränker würden. Die Lebensjahre erhöhter Morbidität hätten demnach nichts mit dem absoluten Alter, sondern vielmehr mit der relativen Nähe zum Tode zu tun. Dies käme einem Zugewinn "gesunder Jahre" gleich.
Frank Niehaus kommt in einer Untersuchung für die Privaten Krankenversicherer zu dem Ergebnis, dass sich eine Kompression der Krankheit vor dem Tod nicht zeigt. Vielmehr zeigen die Daten der vergangenen Jahre eine wachsende Nachfrage nach medizinischen Leistungen in allen Altersklassen. Verbunden mit der Zunahme an Menschen im fortgeschrittenen Alter kommt es so zu einem doppelten Nachfrageeffekt.